# Полет 708 на „Етиопиън Еърлайнс“
Полет 708 на „Етиопиън Еърлайнс“ е редовен пътнически полет от Адис Абеба през Асмара, Атина и Рим до Париж. На 8 декември 1972 г., минути след излитането от международно летище „Хайле Селасие I“ в Адис Абеба за Париж, докато самолетът „Боинг 720-060B“ лети на около 8800 метра височина, седем членове на Фронта за освобождение на Еритрея стават от местата си и правят опит да овладеят самолета.
Охранителите на борда откриват огън по похитителите и убиват шестима от тях. По време на престрелката ръчна граната е хвърлена от един от похитителите по пътеката между пътниците. Гранатата избухва в задната част на фюзелажа и пробива дупка в пода на кабината, а така поврежда или прекъсва няколко контролни механизма на самолета, включително тези на дросела на два от двигателите, тези на руля и на хоризонталния стабилизатор.
Въпреки това екипажът връща самолета към летището, откъдето излита, и успява да го приземи безопасно. Машината претърпява малки повреди, които по-късно са поправени. Седмият похитител умира в болница от нараняванията си.